# جایزه طراحی ماینیچی
جایزه طراحی ماینیچی (به ژاپنی: 毎日デザイン賞) در اصل مسابقۀ طراحی جدید ژاپن، جایزه‌ای سالانه است که به طراحان برجستۀ ژاپنی اعطا می‌شود. این جایزه، که در سال ۱۹۵۲ میلادی تأسیس شد، توسط روزنامۀ ژاپنی ماینیچی شینبون حمایت می‌شود. این جایزه معتبرترین جایزۀ طراحی ژاپن در نظر گرفته می‌شود.